# ГЕС Ла-Ремоліна
ГЕС Ла-Ремоліна (ісп. Remolina) — гідроелектростанція на півночі Іспанії. Є верхньою із двох станцій (друга — ГЕС Рікобайо) на річці Есла, яка дренує південний схил Кантабрійських гір та є правою притокою Дуеро (впадає в Атлантичний океан вже на території Португалії).
Для роботи станції річку перекрили арковою греблею висотою 101 метр та довжиною 337 метрів, на спорудження якої пішло 270 тис. м3 матеріалу. Вона створила водосховище Riaño об'ємом 664 млн м3, яке витягнуте по долині Если на 17 км. Крім того, кілька великих заток довжиною до 8 км заходять у долини приток, так що загальна довжина водойми становить майже 40 км. Окрім виробництва електроенергії, сховище забезпечує зрошення великого земельного банку (понад п'ятдесят тисяч гектарів).
Хоча греблю Riaño завершили вже у 1987 році, проте введення ГЕС в експлуатацію розпочалось лише в 1990-му. Розташований за дві сотні метрів від греблі машинний зал обладнаний двома турбінами потужністю по 42,5 МВт. Їхнє річне проектне виробництво становить 140 млн кВт-год електроенергії.
Зв'язок з енергосистемою відбувається по ЛЕП, що працює під напругою 220 кВ.